# Lauchhammer
Lauchhammer er en by i landkreis Oberspreewald-Lausitz i den sydlige del af den tyske delstat Brandenburg. Den ligger ved floden Schwarze Elster, cirka 17 km vest for Senftenberg, og 50 km nord for Dresden.
- Wikimedia Commons har flere filer relateret til Lauchhammer